# یای‌انحصاری-رمز-یای‌انحصاری
روش یای‌احصاری-رمز-یای‌انصحاری (به انگلیسی: xor–encrypt–xor (XEX)) یکی از مدهای کاری رمزهای قطعه‌ای است و از روش‌های رمزگذاری قطعه‌ای محسوب می‌شود. 
- روش‌های مبتنی بر این روش، به وسیله‌ی حالتی خاص به نام دزدی متن رمزشده (به انگلیسی: ciphertext stealing (XTS mode)) به عنوان یکی از معروف‌ترین حالت‌های کاری برای رمزگذاری کل دیسک (به انگلیسی: whole-disk encryption) محسوب می‌شوند.
- این روش یکی از حالت‌های پراستفاده‌ی سفید‌کردن کلید محسوب می‌شود.
- این روش به عنوان بخشی از طرح‌های پیشنهادی برای کارت‌های هوشمند می‌باشد.[۱][۲]

## تاریخچه
در سال 1984، برای محافظت استاندارد رمزنگاری داده‌ها در برابر حملات جستجوی فراگیر، رونالد ریوست روش استاندارد رمزنگاری داده‌ها تغییریافته (به انگلیسی: DES-X) را پیشنهاد داد. در این روش، یک کلید تعیین‌شده اولیه با متن ساده اولیه یای‌انحصاری شده و سپس متن رمزشده توسط استاندارد رمزنگاری داده‌ها و یک کلید مخفی مخصوص رمز شده و در نهایت خروجی رمزشده توسط استاندارد رمزنگاری داده‌ها با یک کلید دیگر یای‌انحصاری شده تا متن رمزشده نهایی را تولید کند.
در سال 1991، ایون (به انگلیسی: Even) و منصور (به انگلیسی: Mansour)بر اساس ساختار موجود در استاندارد رمزنگاری داده‌ها تغییریافته (به انگلیسی: DES-X) یک روش به نام ساختار دو کلیده ایون-منصور (به انگلیسی: two-key Even–Mansour scheme) را پیشنهاد دادند که شاید ساده‌ترین روش رمزگذاری قطعه‌ای ممکن باشد: متن ساده‌ی اولیه توسط با یک کلید اولیه یا‌ی‌انحصاری می‌شود، سپس یک جایگشت بدون کلید عمومی (معمولاً جایگشت شبه‌تصادفی) بر روی خروجی قبلی اعمال شده و در نهایت خروجی با یک کلید دیگر یا‌ی‌انحصاری می‌شود تا خروجی نهایی به عنوان متن رمزشده تولید شود.
مطالعه رمزگذاری‌های قطعه‌ای ساده مانند ایون-منصور (به انگلیسی: Even-Mansour)، بینش و دانش فراوانی در مورد امنیت شبکه‌های فایستل (ماندن استاندارد رمزنگاری داده‌ها) را می‌دهد و در فهمیدن طراحی رمزگذاری‌های قطعه‌ای به صورت کلی کمک می‌کنند.
بعدها  اردانکلمن (به انگلیسی: Orr Dunkelman) و ناتان‌کلر (به انگلیسی: Nathan Keller) و ادی‌شمیر (به انگلیسی: Adi Shamir) اثبات کردند که حتی روش ایون-منصور (به انگلیسی: Even-Mansour) را می‌توان ساده‌تر نمود و همچنان امنیت قابل اثبات موجود در آن روش را حفظ نمود. نتیجه‌ی آن تولید ساختار تک کلیده ایون-منصور (به انگلیسی: single-key Even–Mansour scheme) بود که در آن متن ساده اولیه با یک کلید یا‌ی‌انحصاری شده، سپس یک جایگشت بدون کلید عمومی (معمولاً جایگشت شبه‌تصادفی) بر روی خروجی قبلی اعمال شده و در نهایت همان کلید اولیه با متن نهایی یا‌ی‌انحصاری شده تا متن رمزشده نهایی تولید شود.
روگاوی (به انگلیسی: Rogaway) از روش استاندارد رمزنگاری داده‌ها تغییریافته (به انگلیسی: DES-X)  برای رمزگذاری کل دیسک (به انگلیسی: whole-disk encryption) استفاده نمود تا بتواند به صورت بهینه، قطعه‌های متوالی یک واحد داده را (متناسب با روش رمزنگاری استفاده‌شده) پردازش کند.
بسیاری از روش‌های رمزگذاری کل دیسک مانند BestCrypt، dm-crypt، FreeOTFE، TrueCrypt، DiskCryptor، FreeBSD's geli، OpenBSD softraid disk encryption software و Mac OS X Lion's FileVault 2 از روش‌های مبتنی بر استاندارد رمزنگاری داده‌ها تغییریافته به وسیله‌ی حالت دزدی‌ متن مرزشده (به انگلیسی: ciphertext stealing (XTS mode)) پشتیبانی می‌کنند.